# Dusičnan hafničitý
Dusičnan hafničitý je anorganická sloučenina s chemickým vzorcem Hf(NO3)4.

## Příprava
Dusičnan hafničitý může být připraven reakcí chloridu hafničitého s oxidem dusičným.

## Vlastnosti
Dusičnan hafničitý je nestálý, sublimuje při 110 °C a 0,1 mmHg. Dusičnan hafničitý se rozkládá při teplotě nad 160 °C na HfO(NO3)2 a následně na oxid hafničitý.

## Využití
Dusičnan hafničitý lze využít k přípravě materiálů s oxidem hafničitým.